# Klaus Voormann
Klaus Voormann (sinh ngày 29 tháng 4 năm 1938) là nhạc sĩ, nghệ sĩ thiết kế và nhà sản xuất âm nhạc người Đức. Ông là người trực tiếp thiết kế nhiều họa phẩm cho các nghệ sĩ nổi tiếng như The Beatles, Bee Gees, Wet Wet Wet và Turbonegro. Thành công lớn nhất của ông trong vai trò sản xuất có lẽ là với ban nhạc Trio khi cùng họ có được bản hit "Da Da Da". Trong vai trò nhạc sĩ, Voorman được biết tới nhiều nhất là tay bass cho nhóm Manfred Mann, ngoài ra còn là nghệ sĩ khách mời mỗi khi tổ chức thu âm, đặc biệt là với các cựu thành viên của ban nhạc The Beatles.
Voorman cộng tác với The Beatles từ những ngày đầu tiên của họ ở Hamburg đầu thập niên 1960. Ông sau đó chuyển tới sống cùng George Harrison và Ringo Starr sau khi John Lennon và Paul McCartney rời đi để sống với những người tình của riêng mình, rồi giành giải Grammy cho thiết kế bìa album nổi tiếng Revolver. Sau khi ban nhạc tan rã, nhiều tin đồn cho rằng ban nhạc mới được thành lập có tên The Ladders bao gồm Lennon, Harrison, Starr và Voormann. Ý tưởng đó không bao giờ trở thành hiện thực, và 4 người (cùng Billy Preston) chỉ cùng nhau tham gia vào ca khúc của Starr có tên "I'm the Greatest", cho dù sau đó Voorman có tham gia vào nhiều album của Lennon, Harrison và Starr, cũng như làm thành viên của siêu ban nhạc Plastic Ono Band. Năm 1994, ông trực tiếp thiết kế bìa bộ 3 album The Beatles Anthology.
Tới tận năm 2009, Voorman mới cho phát hành album solo đầu tay có tên A Sideman's Journey, bao gồm nhiều nghệ sĩ cộng tác trong đó có cả hai thành viên còn sống của The Beatles, trình diễn dưới tên "Voormann and Friends".